# آرثر هولت
آرثر هولت (بالإنجليزية: Arthur Holt)‏ (8 أبريل 1911 في المملكة المتحدة - 28 يوليو 1994 بساوثهامبتون في المملكة المتحدة) هو لاعب كريكت ولاعب كرة قدم بريطاني (وحمل سابقاً جنسية المملكة المتحدة لبريطانيا العظمى وأيرلندا) في مركز الهجوم. شارك مع منتخب إنجلترا للكريكت. أما مع النوادي، فقد لعب مع نادي ساوثهامبتون وA.F.C. Totton ‏.

## وصلات خارجية
- آرثر هولت على موقع إي آس بي آن كريك إنفو (الإنجليزية)